# 407 (canción)
407 Es una canción de Amaia Montero, cuarta en su disco homónimo.

## Acerca de la canción
Esta canción es dedicada a su padre y refleja el fuerte sentimiento familiar que impregna todo el álbum. "La fuerza, la estabilidad me la da mi familia. Ahí recupero mi esencia, y es una canción con los sentimientos a flor de piel", dice Amaia de un tema en tiempo lento, sólido, marcado por acordes de piano, emocionado, íntimo y frágil.
Se titula "407" porque ese era el número de habitación del hospital donde su padre permaneció mucho tiempo por padecer de leucemia.

## Dueto
En Italia ha sido grabada la canción 407 junto a Tiziano Ferro.
- Datos: Q5652324